# Anaerobàcter
Anaerobacter és un gènere de bacteris gram positius relacionat amb Clostridium. Són quimiotrofs anaerobis i normalment produeixen més d'una endòspora per cada cèl·lula bacteriana (fins a 5 endòspores). Fan la fixació del nitrogen.